# Jonggi Nihuta
Jonggi Nihuta is een bestuurslaag in het regentschap Toba Samosir van de provincie Noord-Sumatra, Indonesië. Jonggi Nihuta telt 183 inwoners (volkstelling 2010).